# Starve the beast
Starve the beast, ou choke the beast (que l'on pourrait traduire en français par « affamer la bête » ou encore « dégraisser le mammouth », ou, moins littéralement, par « politique des caisses vides » ou « politique de la faillite organisée »), est une stratégie politique employée par les conservateurs américains pour réduire les dépenses de l'État en baissant les impôts, de façon à priver le gouvernement fédéral de ses revenus et ainsi de le forcer à procéder à des coupes budgétaires.

Ronald Reagan présente depuis le bureau ovale son projet de réduction des impôts, juillet 1981.

Le terme de « bête » se réfère au gouvernement fédéral américain et aux programmes qu'il finance, comme l'assurance-santé, la sécurité sociale ou l'éducation.

## Origines
Selon Bruce Bartlett (en), historien, économiste et ancien conseiller politique du président américain Ronald Reagan, cette stratégie, consistant à effectuer des réductions d'impôts avant de réduire les dépenses de l'État, est apparue dans les années 1970. Exprimée et théorisée par des personnalités telles que l'économiste Alan Greenspan, elle devient populaire au sein du camp républicain à la fin des années 1970, et Ronald Reagan s'en fait l'un des défenseurs à partir de 1981, lorsqu'il met en place, sous sa présidence, la politique d'allègement d'impôts connue sous le nom de Economic Recovery Tax Act of 1981.
La politique d'allègements d'impôts mise en place en 2001 et en 2003 par le président américain George W. Bush, connue sous le nom de Bush tax cuts, en est également un exemple.